# Amiudal
Amiudal (llamada oficialmente Santiago de Amiudal) es una parroquia y un lugar español del municipio de Avión, en la provincia de Orense, Galicia.

## Organización territorial
La parroquia está formada por tres entidades de población:
- Amiudal
- Espiñeiro
- Pascais

## Demografía

### Parroquia
| Gráfica de evolución demográfica de Amiudal (parroquia) entre 2000 y 2021 |
|                                                                           |
| Datos según el nomenclátor publicado por el INE.                          |

### Lugar
| Gráfica de evolución demográfica de Amiudal (lugar) entre 2000 y 2021 |
|                                                                       |
| Datos según el nomenclátor publicado por el INE.                      |